# Rob Cohen
Pour les articles homonymes, voir Robert Cohen et Cohen.
Robert Cohen, dit Rob Cohen, est un réalisateur, producteur et scénariste américain, né le 12 mars 1949 à Cornwall (État de New York).

## Biographie
Il a étudié à l'Université Harvard et est le père de quatre enfants, deux fils et deux filles : l'acteur Kyle Cohen qui joue un petit rôle dans le film Cœur de dragon (celui d'un garçon dans un champ), Jasie, Joe et l'acteur Sean Cohen.

## Accusations d'agressions sexuelles
Le 21 février 2019, la fille transgenre de Rob Cohen, Valkyrie Weather, a accusé Rob Cohen de l'avoir agressée sexuellement alors qu'elle était ensemble et d'avoir agressé sexuellement une autre femme. Weather affirme également que son père l'a emmené voir des travailleurs du sexe en Thaïlande et en Tchéquie quand elle avait 12 ans pour « la rendre hétéro ». Le réalisateur a nié les faits, mais son ex-femme, Dianna Mitzner, a affirmé avoir été témoin d'au moins une agression sexuelle envers Weather enfant.
Le 28 septembre 2019, le HuffPost témoigne d'une autre accusation d'agression sexuelle. L'avocat de Rob Cohen a dénoncé cette accusation comme fausse.
En janvier 2021, il est accusé par la comédienne Asia Argento de l'avoir violée après lui avoir fait prendre du GHB sur le tournage de xXx. Le réalisateur a nié les faits par la voix d'un représentant.

## Filmographie
Sauf indication contraire, les informations mentionnées dans cette section peuvent être confirmées par la base de données cinématographiques IMDb,  présente dans la section « Liens externes ».

### Réalisateur

#### Cinéma
- 1980 : Un petit cercle d'amis (A Small Circle of Friends)
- 1984 : Scandalous (en)
- 1993 : Dragon, l'histoire de Bruce Lee (Dragon: The Bruce Lee Story)
- 1996 : Cœur de dragon (Dragonheart)
- 1996 : Daylight
- 2000 : The Skulls : Société secrète (The Skulls)
- 2001 : Fast and Furious (The Fast and the Furious)
- 2002 : xXx
- 2005 : Furtif (Stealth)
- 2008 : La Momie : La Tombe de l'empereur Dragon (The Mummy : Tomb of the Dragon Emperor)
- 2012 : Alex Cross
- 2015 : Un voisin trop parfait (The Boy Next Door)
- 2018 : Hurricane (The Hurricane Heist)

#### Télévision
- 1985-1986 : Deux Flics à Miami (Miami Vice) - 3 épisodes
- 1987 : Private Eye (en) - 4 épisodes
- 1987 : A Year in the Life - 1 épisode
- 1988-1990 : Génération Pub (Thirtysomething) - 2 épisodes
- 1989 : Flic à tout faire (en) (Hooperman) - 1 épisode
- 1990 : Brigade de choc à Las Vegas (en) (Nasty Boys) - 1 épisode
- 1991 : Eddie Dodd (en) - 1 épisode
- 1991 : The Antagonists (en) - 1 épisode
- 1997 : The Guardian (téléfilm)
- 1998 : Les Rois de Las Vegas (The Rat Pack) (téléfilm)

#### Clip musical
- 2002 : Feuer frei! de Rammstein

### Producteur ou producteur délégué
- 1975 : Mahogany de Berry Gordy
- 1976 : Bingo (The Bingo Long Traveling All-Stars & Motor Kings) de John Badham
- 1977 : Scott Joplin de Jeremy Kagan
- 1978 : Dieu merci, c'est vendredi (Thank God It's Friday) de Robert Klane (en)
- 1978 : Près d'été (en) (Almost Summer) de Martin Davidson
- 1978 : The Wiz de Sidney Lumet
- 1984 : Le Fil du rasoir (The Razor's Edge) de John Byrum
- 1985 : La Légende de Billie Jean (The Legend of Billie Jean) de Matthew Robbins
- 1985 : Light of Day de Paul Schrader
- 1987 : Les Sorcières d'Eastwick (The Witches of Eastwick) de George Miller
- 1987 : The Monster Squad de Fred Dekker
- 1987 : Running Man (The Running Man) de Paul Michael Glaser
- 1987 : Ironweed, la Force d'un destin (Ironweed) de Héctor Babenco
- 1988 : L'Emprise des ténèbres (The Serpent and the Rainbow) de Wes Craven
- 1989 : Désorganisation de malfaiteurs (Disorganized Crime) de Jim Kouf
- 1990 : Comme un oiseau sur la branche (Bird on a Wire) de John Badham
- 1991 : La Manière forte (The Hard Way) de John Badham
- 1994 : Vanishing Son (en) (TV) de John Nicolella
- 1994 : Knight Rider 2010 (en) (TV) de Sam Pillsbury
- 2005 : The Last Ride (TV) de Guy Bee
- 2005 : xXx2: The Next Level (XXX: State of the Union) de Lee Tamahori

## Box-office
| Films                                           | Budget        | Recettes mondiales |
| ----------------------------------------------- | ------------- | ------------------ |
| Dragon, l'histoire de Bruce Lee (1993)          | 14 000 000 $  | 63 500 000 $       |
| Cœur de dragon (1996)                           | 57 000 000 $  | 115 267 375 $      |
| Daylight (1996)                                 | 80 000 000 $  | 159 200 000 $      |
| The Skulls : Société secrète (2000)             | 35 000 000 $  | 50 800 000 $       |
| Fast and Furious (2001)                         | 38 000 000 $  | 207 200 000 $      |
| xXx (2002)                                      | 70 000 000 $  | 277 400 000 $      |
| Furtif (2005)                                   | 135 000 000 $ | 76 900 000 $       |
| La Momie : La Tombe de l'empereur Dragon (2008) | 145 000 000 $ | 401 100 000 $      |
| Alex Cross (2012)                               | 35 000 000 $  | 34 600 000 $       |
| Un voisin trop parfait (2015)                   | 4 000 000 $   | 52 400 000 $       |
| Total                                           | 613 000 000 $ | 1 438 367 375 $    |